# Байюс, Михаил
Михаил Байюс (фр. Michel De Bay; 1513[…], Мелен — 16 сентября 1589[…], Лёвен) — католический богослов и педагог Фландрии XVI века.

## Биография
Михаил Байюс родился в 1513 году в Мелине. Получил образование в Лувенском университете, где позднее стал профессором, занимая с 1540 года кафедру философии, а с 1550 года — теологии. 

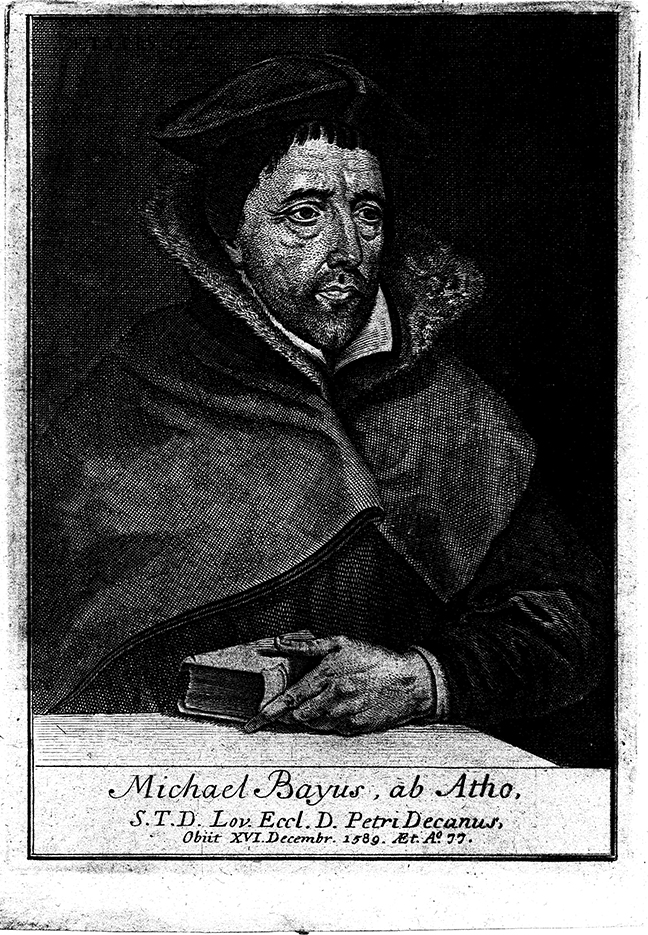
Михаил Байюс

Путем ревностного изучения сочинений Блаженного Августина он пришел к убеждению, что католическая церковь почитает этого святого лишь чисто внешним образом, на самом же деле впала в семипелагианизм. Извлеченное Байюсом из творений Аврелия Августина учение о первородном грехе и несвободе человеческой воли вызвало горячие возражения со стороны Францисканского монашеского ордена, так что папа Пий V издал, по его настоянию, в 1567 году буллу «Ех omnibus», в которой осуждается 76 положений в сочинениях Байюса.
Сам же Байюс остался при своем учении, факультет оказал ему поддержку и избрал его в 1575 году деканом, а в 1578 году он стал канцлером в альма-матер. Испанский король Филипп II Благоразумный назначил его даже генерал-инквизитором в Нидерландах.
Михаил Байюс скончался 16 сентября (в ряде источников, включая немецкую Википедию 16 декабря) 1589 года.
Продолжателями его августинского учения, которое называли байанизмом, явились янсенисты.
Сочинения Байюса, имеющие большей частью полемический характер, были изданы Габриэлем Гербероном (1628–1711) в 1696 году в городе Кёльне в 2 томах.